# Адеми, Кемаль
Кемаль Адеми (нем. Kemal Ademi; род. 23 января 1996, Филлинген-Швеннинген, Германия) — швейцарский футболист, нападающий клуба «Люцерн».

## Клубная карьера
Начал заниматься футболом в академии «Херизау». Затем он прошёл через молодёжные команды «Санкт-Галлена». В сезоне 2013/14 выступал Элитной лиге Швейцарии до 18 лет, где провёл 21 матч и забил 15 мячей, в следующем сезоне выступал в первой лиге и провёл 13 матчей, забив 4 мяча. 5 августа 2015 года был арендован на один сезон «Хоффенхаймом», где начал своё выступления в фарм-клубе «Хоффенхайм II», проведя в региональной лиге «Юго-Запад» 15 матчей. В апреле 2016 года «Хоффенхайм» выкупил права на Адеми.
5 июля 2018 года Адеми перешёл на правах свободного агента в команду швейцарской суперлиги «Ксамакс», подписав контракт на один сезон с возможностью продления ещё на один год. 5 августа 2018 года он дебютировал за новый клуб в выездном матче против «Сьона» (0:3), выйдя на замену на 46-й минуте вместо Тунахана Чичека. Первый мяч за «Ксамакс» забил 8 декабря 2018 года в матче против «Санкт-Галлена» (2:3). Всего во всех турнирах провёл 31 матч и забил 10 мячей.
15 июля 2019 года подписал контракт с «Базелем» до лета 2023 года. 23 июля 2019 года дебютировал за «Базель» в матче 2-го квалификационного раунда Лиги чемпионов против ПСВ (2:3) выйдя на замену на 89-й минуте матча. Четыре дня спустя, 27 июля, забил свой первый мяч за клуб в матче против «Санкт-Галлена» (1:2). Выступал за «Базель» до октября 2020 года, проведя за клуб 44 матча и забив 15 мячей во всех турнирах.
5 октября 2020 года перешёл в турецкий «Фенербахче», подписав трёхлетний контракт. Дебютировал за «Фенербахче» 25 октября 2020 года в матче чемпионата Турции против «Трабзонспора» (3:1). Первый мяч за турецкий клуб забил 24 ноября 2020 года в матче Кубка Турции против «Сивас Беледиеспора» (4:0). Проведя 8 матчей и забив один мяч, 1 февраля 2021 года был отдан в аренду в «Фатих Карагюмрюк» до конца сезона 2020/21.
10 августа 2021 года заключил контракт с подмосковными «Химками». Дебютировал за «Химки» 16 августа 2021 года в матче 4-го тура чемпионата России против «Сочи» (3:0) выйдя на замену на 83-й минуте. 22 октября 2021 года забил свой первый мяч за подмосковный клуб в матче против московского «Динамо» (4:1). 31 января 2022 года подмосковный клуб объявил о том, что немецкий «Падерборн» арендовал нападающего до конца сезона 2021/22. Дебютировал за клуб 25 февраля 2022 года в матче 24-го тура второй Бундеслиги против «Эрцгебирге» (3:3), выйдя на 73-й минуте вместо Флорента Муслии, а на 89-й минуте забил свой первый мяч за клуб. Всего в сезоне 2021/22 провёл за «Падерборн» шесть матчей и забил один мяч. 12 июля 2022 года вернулся в расположение «Химок».
16 августа 2022 года приостановил контракт с «Химками» до 30 июня 2023 года и перешёл в «Зандхаузен». Дебютировал за клуб 20 августа 2022 года в матче 5-го тура Второй Бундеслиги против «Нюрнберга» (1:2), выйдя на 87-й минуте вместо Ахмеда Кутуджу. Первый и единственный мяч за «Зандхаузен» забил 23 апреля 2023 года в матче 29-го тура Второй Бундеслиги против своей бывшей команды — «Падерборна» (2:2) на 31-й минуте. Всего в сезоне 2022/23 провёл за клуб 17 матчей и забил один мяч.
30 июня 2023 года на правах свободного агента перешёл в «Люцерн», заключив контракт на два года.

## Карьера в сборной
Родители Адеми родом из Косово, а сам он родился в Германии, вырос в Швейцарии. Он имел право выступать за сборные этих стран, а также за Албанию. 25 июня 2020 года Швейцарский футбольный союз объявил, что ФИФА приняла просьбу Адеми играть за сборную Швейцарии после четырнадцатилетнего проживания в стране.